# Koszyce (gmina)
Koszyce est une gmina rurale du powiat de Proszowice, Petite-Pologne, dans le sud de la Pologne. Son siège est le village de Koszyce, qui se situe environ 20 km à l'est de Proszowice et 47 km à l'est de la capitale régionale Cracovie.
La gmina couvre une superficie de 65,96 km2 pour une population de 5 649 habitants.

## Géographie
La gmina inclut les villages de Biskupice, Dolany, Filipowice, Jaksice, Jankowice, Koszyce, Książnice Małe, Książnice Wielkie, Łapszów, Malkowice, Modrzany, Morsko, Piotrowice, Przemyków, Rachwałowice, Siedliska, Sokołowice, Witów, Włostowice et Zagaje.
La gmina borde les gminy de Bejsce, Drwinia, Kazimierza Wielka, Nowe Brzesko, Opatowiec, Proszowice, Szczurowa et Wietrzychowice.